# Kødpølse
Kødpølse (også Cervelatpølse) er betegnelsen for en kogt pålægspølse lavet af finthakket kød (oftest svinekød) og stivelse.
Oprindeligt betød cervelatpølse en pølse tilberedt af hjernemasse (italiensk cervello betyder hjerne), men i sidste halvdel af 1800-tallet var det saltede og røgede pølser af fint hakket svinekød.
Som oftest tilsættes nitrit, der forlænger holdbarheden og forhindrer kødet i at blive afbleget under produktionen.
Der findes i dag også varianter lavet med kylling- og kalkunkød, samt økologiske uden tilsætning af nitrit.